# Saint-Germain-de-la-Rivière
Pour les articles homonymes, voir Saint-Germain.
Saint-Germain-de-la-Rivière (parfois appelé Saint-Germain-la-Rivière) est une commune du Sud-Ouest de la France, située dans le département de la Gironde en région Nouvelle-Aquitaine.

## Géographie

### Localisation
Commune située sur la route nationale 670 entre Saint-André-de-Cubzac et Libourne.

### Communes limitrophes
Les communes limitrophes sont  Izon, La Rivière, Lugon-et-l'Île-du-Carnay, Saint-Aignan et Villegouge.
|                          | Villegouge                  | Saint-Aignan |
| Lugon-et-l'Île-du-Carnay | Saint-Germain-de-la-Rivière | La Rivière   |
|                          | Izon                        |              |

### Climat
Pour des articles plus généraux, voir Climat de la Nouvelle-Aquitaine et Climat de la Gironde.
Historiquement, la commune est exposée à un climat océanique aquitain.  
En 2020, Météo-France publie une typologie des climats de la France métropolitaine dans laquelle la commune est exposée à un climat océanique et est dans la région climatique  Aquitaine, Gascogne, caractérisée par une pluviométrie abondante au printemps, modérée en automne, un faible ensoleillement au printemps, un été chaud (19,5 °C), des vents faibles, des brouillards fréquents en automne et en hiver et des orages fréquents en été (15 à 20 jours).
Pour la période 1971-2000, la température annuelle moyenne est de 12,8 °C, avec une amplitude thermique annuelle de 14,3 °C. Le cumul annuel moyen de précipitations est de 859 mm, avec 11,7 jours de précipitations en janvier et 7,8 jours en juillet. Pour la période 1991-2020, la température moyenne annuelle observée sur la station météorologique la plus proche, située sur la commune de Saint-Gervais à 12,92 km à vol d'oiseau, est de 13,9 °C et le cumul annuel moyen de précipitations est de 824,9 mm,. Pour l'avenir, les paramètres climatiques de la commune estimés pour 2050 selon différents scénarios d’émission de gaz à effet de serre sont consultables sur un site dédié publié par Météo-France en novembre 2022.

### Milieux naturels et biodiversité

#### Natura 2000
La Dordogne est un site du réseau Natura 2000 limité aux départements de la Dordogne et de la Gironde, et qui concerne les 104 communes riveraines de la Dordogne, dont Saint-Germain-de-la-Rivière,. Seize espèces animales et une espèce végétale inscrites à l'annexe II de la directive 92/43/CEE de l'Union européenne y ont été répertoriées.

#### ZNIEFF
Saint-Germain-de-la-Rivière fait partie des 102 communes concernées par la zone naturelle d'intérêt écologique, faunistique et floristique (ZNIEFF) de type II « La Dordogne »,, dans laquelle ont été répertoriées huit espèces animales déterminantes et cinquante-sept espèces végétales déterminantes, ainsi que quarante-trois autres espèces animales et trente-neuf autres espèces végétales.

## Urbanisme

### Typologie
Au 1er janvier 2024, Saint-Germain-de-la-Rivière est catégorisée commune rurale à habitat dispersé, selon la nouvelle grille communale de densité à sept niveaux définie par l'Insee en 2022.
Elle est située hors unité urbaine. Par ailleurs la commune fait partie de l'aire d'attraction de Bordeaux, dont elle est une commune de la couronne,. Cette aire, qui regroupe 275 communes, est catégorisée dans les aires de 700 000 habitants ou plus (hors Paris),.

### Occupation des sols

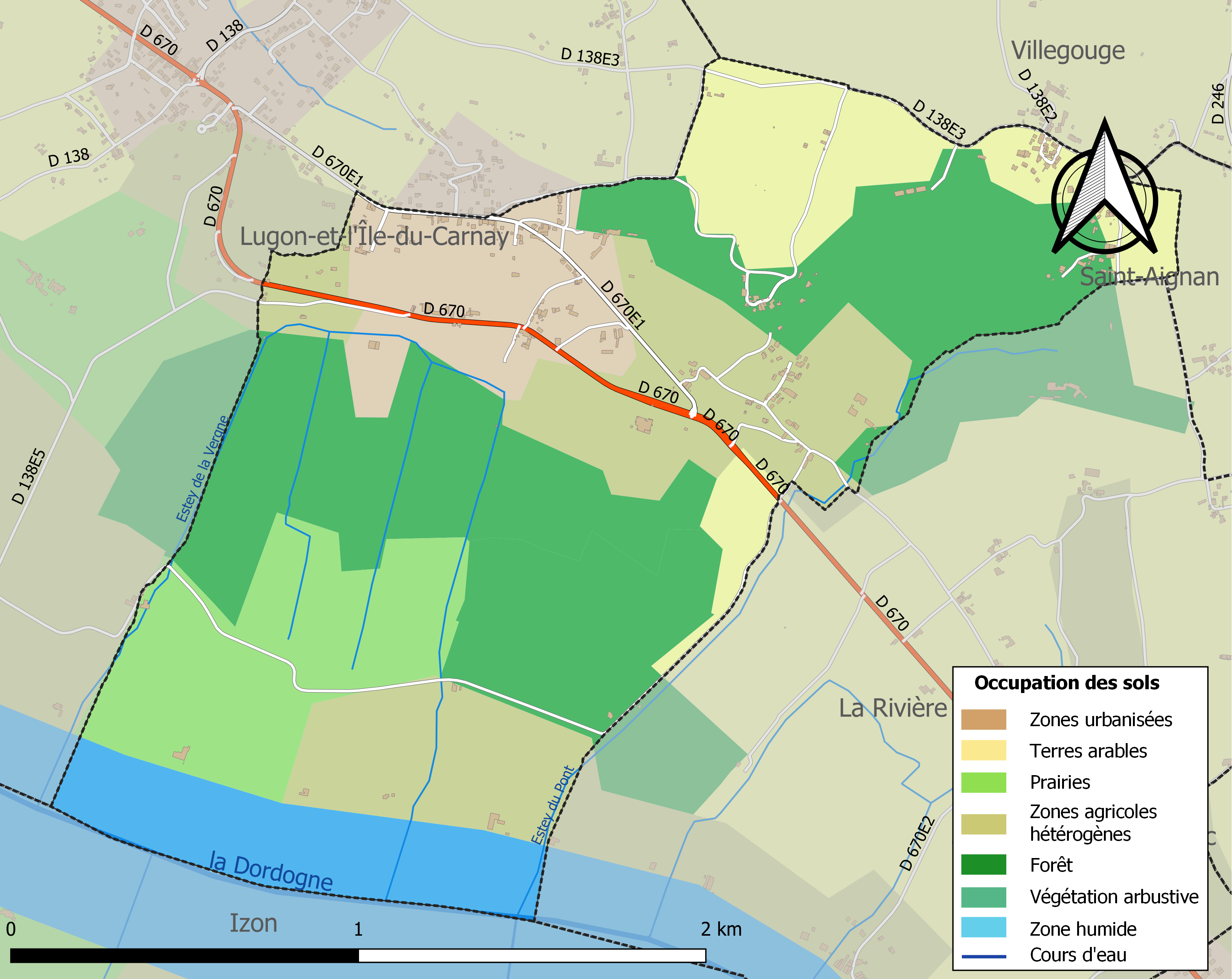
Carte des infrastructures et de l'occupation des sols de la commune en 2018 (CLC).

L'occupation des sols de la commune, telle qu'elle ressort de la base de données européenne d’occupation biophysique des sols Corine Land Cover (CLC), est marquée par l'importance des territoires agricoles (45,6 % en 2018), en diminution par rapport à 1990 (67,7 %). La répartition détaillée en 2018 est la suivante : 
forêts (35,4 %), zones agricoles hétérogènes (20,6 %), prairies (12,9 %), cultures permanentes (12 %), zones urbanisées (9,8 %), eaux continentales (9,2 %), terres arables (0,2 %). L'évolution de l’occupation des sols de la commune et de ses infrastructures peut être observée sur les différentes représentations cartographiques du territoire : la carte de Cassini (XVIIIe siècle), la carte d'état-major (1820-1866) et les cartes ou photos aériennes de l'IGN pour la période actuelle (1950 à aujourd'hui).

### Risques majeurs
Le territoire de la commune de Saint-Germain-de-la-Rivière est vulnérable à différents aléas naturels : météorologiques (tempête, orage, neige, grand froid, canicule ou sécheresse), inondations, mouvements de terrains et séisme (sismicité faible). Il est également exposé à un risque technologique, la rupture d'un barrage. Un site publié par le BRGM permet d'évaluer simplement et rapidement les risques d'un bien localisé soit par son adresse soit par le numéro de sa parcelle.

#### Risques naturels
La commune fait partie du territoire à risques importants d'inondation (TRI) de Libourne, regroupant les 20 communes concernées par un risque de submersion marine ou de débordement de la Dordogne, un des 18 TRI qui ont été arrêtés fin 2012 sur le bassin Adour-Garonne. Les événements significatifs aux XIXe et XXe siècles sont les crues de 1843 (6,80 m l'échelle de Libourne), de 1866 (6,40 m) et du 10 février 1944 (6,38 m) et du 27 décembre 1999 (6,36 m). Au XXIe siècle, les événements les plus marquants sont les crues de mars 2010 (5,55 m) et du 31 janvier 2014 (5,97 m). Des cartes des surfaces inondables ont été établies pour trois scénarios : fréquent (crue de temps de retour de 10 ans à 30 ans), moyen (temps de retour de 100 ans à 300 ans) et extrême (temps de retour de l'ordre de 1 000 ans, qui met en défaut tout système de protection). La commune a été reconnue en état de catastrophe naturelle au titre des dommages causés par les inondations et coulées de boue survenues en 1982, 1988, 1999, 2009, 2013 et 2021,.
Les mouvements de terrains susceptibles de se produire sur la commune sont des affaissements et effondrements liés aux cavités souterraines (hors mines), des éboulements, chutes de pierres et de blocs et des tassements différentiels. Par ailleurs, afin de mieux appréhender le risque d’affaissement de terrain, un inventaire national permet de localiser les éventuelles cavités souterraines sur la commune.

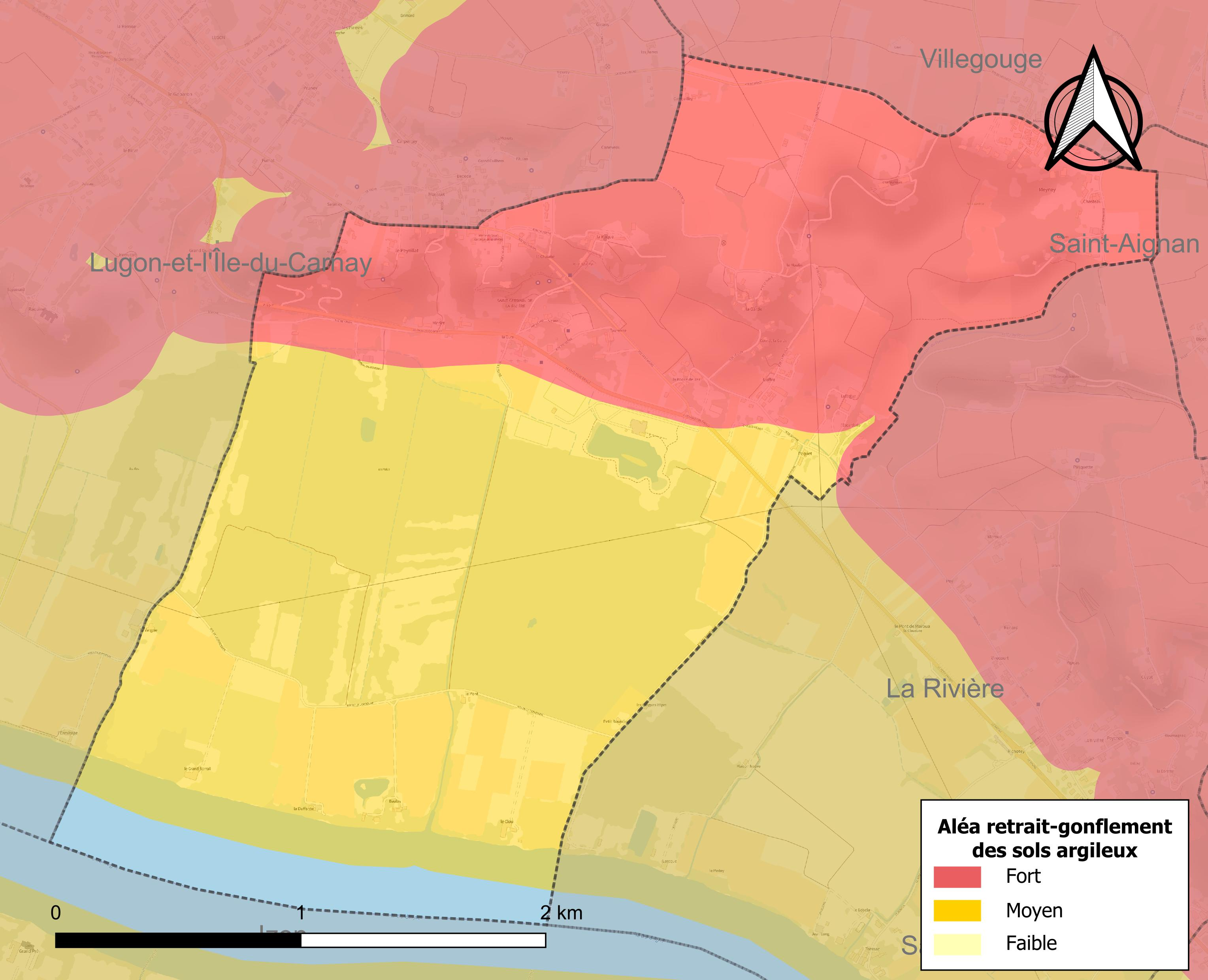
Carte des zones d'aléa retrait-gonflement des sols argileux de Saint-Germain-de-la-Rivière.

Le retrait-gonflement des sols argileux est susceptible d'engendrer des dommages importants aux bâtiments en cas d’alternance de périodes de sécheresse et de pluie. 94,7 % de la superficie communale est en aléa moyen ou fort (67,4 % au niveau départemental et 48,5 % au niveau national). Sur les 163 bâtiments dénombrés sur la commune en 2019,  163 sont en aléa moyen ou fort, soit 100 %, à comparer aux 84 % au niveau départemental et 54 % au niveau national. Une cartographie de l'exposition du territoire national au retrait gonflement des sols argileux est disponible sur le site du BRGM,.
Concernant les mouvements de terrains, la commune a été reconnue en état de catastrophe naturelle au titre des dommages causés par la sécheresse en 1989 et 2005 et par des mouvements de terrain en 1999 et 2013.

#### Risques technologiques
La commune est en outre située en aval du  barrage de Bort-les-Orgues, un ouvrage sur la Dordogne de classe A soumis à PPI, disposant d'une retenue de 477 millions de mètres cubes. À ce titre elle est susceptible d’être touchée par l’onde de submersion consécutive à la rupture de cet ouvrage.

## Histoire

### Préhistoire
Des traces du paléolithique tardif et du magdalénien sont présents dans la commune dont un bloc gravé, une sépulture avec micro-dolmen ainsi qu'une tombe/caverne comportant le squelette d'une jeune femme, surnommée la "Dame de St-Germain", morte il y a environ 15 000 ans avant le présent et recouvert d'ocre rougeâtre. Elle portait un collier de parure constitué de 70 canines de cerf « décorées d’une série d’entailles ou de croisillons » et de perles en stéatite. Cet objet rare peut constituer l’appartenance de cette femme à un groupe social privilégié.
Des silex tout comme des restes (dont des os calcinés) d'antilope saïga, de lynx, de rennes, de bisons, de loups, de cerfs et de renards polaire (correspondants aux conditions de Steppes froides et sèches) sont identifiés dans des talus, cavernes et abris sous roche en partie effondré en rive droite de la Dordogne,.

## Politique et administration
| Période                                  | Période  | Identité                  | Étiquette | Qualité           |
| ---------------------------------------- | -------- | ------------------------- | --------- | ----------------- |
| avant 1981                               | 1983     | Pierre Rostang            |           |                   |
| 1983                                     | ?        | Patrice Dumas de La Roque |           |                   |
| mars 2008                                | En cours | Philippe Duverger         | SE        | Ancien commerçant |
| Les données manquantes sont à compléter. |          |                           |           |                   |

## Démographie
L'évolution du nombre d'habitants est connue à travers les recensements de la population effectués dans la commune depuis 1800. Pour les communes de moins de 10 000 habitants, une enquête de recensement portant sur toute la population est réalisée tous les cinq ans, les populations de référence des années intermédiaires étant quant à elles estimées par interpolation ou extrapolation. Pour la commune, le premier recensement exhaustif entrant dans le cadre du nouveau dispositif a été réalisé en 2006.

En 2022, la commune comptait 398 habitants, en évolution de +5,29 % par rapport à 2016 (Gironde : +6,91 %, France hors Mayotte : +2,11 %).
| 1800 | 1806 | 1821 | 1831 | 1836 | 1841 | 1846 | 1851 | 1856 |
| ---- | ---- | ---- | ---- | ---- | ---- | ---- | ---- | ---- |
| 367  | 383  | 340  | 448  | 466  | 462  | 484  | 508  | 501  |

| 1861 | 1866 | 1872 | 1876 | 1881 | 1886 | 1891 | 1896 | 1901 |
| ---- | ---- | ---- | ---- | ---- | ---- | ---- | ---- | ---- |
| 451  | 462  | 468  | 477  | 414  | 415  | 440  | 430  | 458  |

| 1906 | 1911 | 1921 | 1926 | 1931 | 1936 | 1946 | 1954 | 1962 |
| ---- | ---- | ---- | ---- | ---- | ---- | ---- | ---- | ---- |
| 434  | 410  | 315  | 339  | 360  | 367  | 286  | 310  | 382  |

| 1968 | 1975 | 1982 | 1990 | 1999 | 2006 | 2011 | 2016 | 2021 |
| ---- | ---- | ---- | ---- | ---- | ---- | ---- | ---- | ---- |
| 374  | 340  | 303  | 314  | 339  | 316  | 384  | 378  | 395  |

| 2022 | - | - | - | - | - | - | - | - |
| ---- | - | - | - | - | - | - | - | - |
| 398  | - | - | - | - | - | - | - | - |

## Lieux et monuments
- L'église Saint-Germain-et-Saint-Loup :

|  |

L'église, bien conservée, offre un exemple d’architecture romane tardive. L’architecture de l’église présente une nef voûtée en ogive surbaissée. Le sanctuaire se termine par un chevet plat.
Au milieu de l’édifice, deux arcs doubleaux renforcent la voûte. Les arcs s’appuient sur un pilastre et une colonne engagée aux chapiteaux ornés de feuilles de vigne, d’acanthe et de masques.
A l’origine l’édifice comporte un clocher carré. Cependant, il est détruit par la foudre et remplacé en 1780 par un pignon élevé sur le mur occidental. Les arcs s’appuient sur un pilastre et une colonne engagée aux chapiteaux ornés de feuilles de vigne, d’acanthe et de masques. Le clocher actuel, construit en 1846, est carré à la base et octogonal au premier étage. Il est surmonté d’une flèche.
Cette église conserve deux statues en bois du XIIIe siècle représentant une femme assise et un évêque debout.
- La croix de cimetière de l'église Saint-Germain-et-Saint-Loup, classée monument historique en 1905.

## Personnalités liées à la commune
- Francis Campaner, coureur cycliste professionnel, natif de la commune.